# Марион (Виргиния)
Марион (англ. Marion) — город и административный центр округа Смит в штате Виргиния в Соединённых Штатах Америки.
По данным переписи 2020 года, население составляло 5751 человек, однако вместе с окрестностями ещё около 9 тысяч жителей, проживающих в некорпоративном округе Смит, имеют почтовые адреса Мэрион, что дает почтовому индексу Мэрион, штат Вирджиния (24354), общее население около 15 000 человек, что составляет примерно половину от общей численности населения округа.

## История

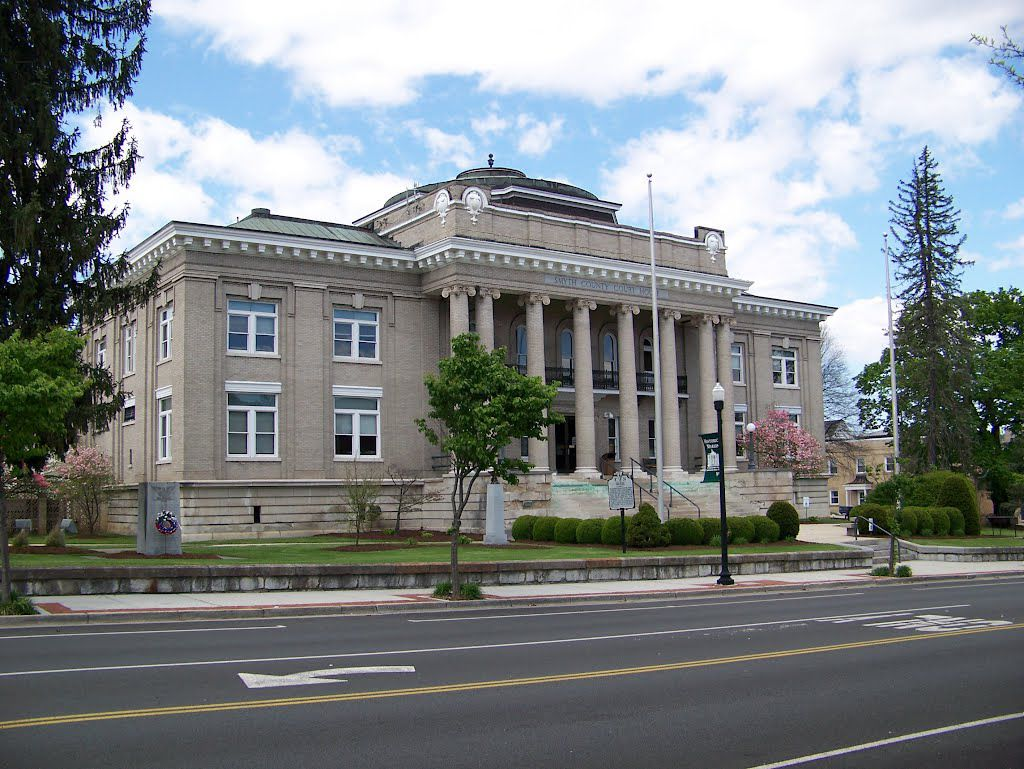
Здание окружного суда

Город назван в честь бригадного генерала Американской войны за независимость Фрэнсиса Мэриона.
17 — 18 декабря 1864 года близ города Мариона произошло одно из сражений Гражданской войны.
С 1873 по 1967 год в Марионе работал двухгодичный лютеранский женский колледж.
В конце сентября 2024 года город сильно пострадал от наводнения и разрушений в результате урагана Хелен.
Несколько объектов в Марионе занесены в Национальный реестр исторических мест США.

## География
Город Марион расположен на межштатной автомагистрали № 81 в районе Голубого хребта в горах Южных Аппалачей на юго-западе Вирджинии.
Согласно Бюро переписи населения США, общая площадь города составляет 5,2 квадратных миль (10,7 км2); вся она представляет собой сушу.